# Mailson Tenorio dos Santos
Mailson Tenorio dos Santos (Girau do Ponciano, 20 agosto 1996) è un calciatore brasiliano, portiere dell'Al-Taawoun.

## Carriera
Cresciuto nelle giovanili dello Sport Recife, ha esordito in prima squadra il 4 aprile 2017 in occasione del match del Campionato Pernambucano pareggiato 2-2 contro il Salgueiro.
Dopo 6 stagioni con lo Sport Recife, viene ufficializzato, il 22 luglio 2022, come un nuovo giocatore dell'Al-Taawoun firmando un contratto triennale con opzione per un'altra stagione.

## Statistiche

### Presenze e reti nei club
Statistiche aggiornate al 28 luglio 2023.
| Stagione            | Squadra             | Campionato          | Campionato | Campionato | Coppe nazionali | Coppe nazionali | Coppe nazionali | Coppe continentali | Coppe continentali | Coppe continentali | Altre coppe | Altre coppe | Altre coppe | Totale | Totale | Totale |
| Stagione            | Squadra             | Comp                | Pres       | Reti       | Comp            | Pres            | Reti            | Comp               | Pres               | Reti               | Comp        | Pres        | Reti        | Pres   | Reti   |        |
| ------------------- | ------------------- | ------------------- | ---------- | ---------- | --------------- | --------------- | --------------- | ------------------ | ------------------ | ------------------ | ----------- | ----------- | ----------- | ------ | ------ | ------ |
| 2017                | Sport Recife        | A1/PE+A             | 1+0        | -2         | CB              | 0               | 0               | CS                 | 0                  | 0                  |             | -           | -           | 1      | -2     |        |
| 2018                | Sport Recife        | A1/PE+A             | 0+13       | -10        | CB              | 0               | 0               |                    | -                  | -                  |             | -           | -           | 13     | -10    |        |
| 2019                | Sport Recife        | B                   | 29         | -26        | CB              | 0               | 0               |                    | -                  | -                  |             | -           | -           | 29     | -26    |        |
| 2020                | Sport Recife        | A1/PE+A             | 8+7        | -3+ -10    | CN+CB           | 2+0             | -1+0            |                    | -                  | -                  |             | -           | -           | 17     | -14    |        |
| 2021                | Sport Recife        | A1/PE+A             | 9+37       | -4+ -36    | CN+CB           | 2+0             | -3+0            |                    | -                  | -                  |             | -           | -           | 48     | -43    |        |
| 2022                | Sport Recife        | A1/PE+B             | 8+19       | -8+ -8     | CN+CB           | 12+1            | -9+ -1          |                    | -                  | -                  |             | -           | -           | 40     | -26    |        |
| Totale Sport Recife | Totale Sport Recife | Totale Sport Recife | 131        | -107       |                 | 17              | -14             |                    | -                  | -                  |             | -           | -           | 148    | -121   |        |
| 2022-2023           | Al-Taawoun          | SPL                 | 28         | -32        | KCC             | 1               | -4              | -                  | -                  | -                  |             | -           | -           | 29     | -36    |        |
| Totale carriera     | Totale carriera     | Totale carriera     | 159        | -139       |                 | 18              | -18             |                    | -                  | -                  |             | -           | -           | 177    | -157   |        |